# Kill the Poor
Kill the Poor – trzeci singel zespołu Dead Kennedys wydany w październiku 1980 roku przez firmę Alternative Tentacles.

## Lista utworów
1. Kill the Poor
2. Insight

## Skład
- Jello Biafra – wokal
- East Bay Ray – gitara
- Klaus Flouride – gitara basowa
- Ted – perkusja